# Alchemilla exilis
Alchemilla exilis es una especie de planta del género Alchemilla, perteneciente a la familia Rosaceae.

## Taxonomía
Alchemilla exilis fue descrita por Serguéi Yuzepchuk en 1931.

## Distribución
Se encuentra en el territorio de Europa Oriental hasta el sur de Siberia.